# Солоница (приток Пчёвжи)
Солоница, Еременка — река на территории России, протекает по Киришскому району Ленинградской области.

## География и гидрология
Исток — озеро Солоницкое в южной части болота Зеленецкие Мхи. Течёт на юго-запад, через деревню Отрада.
Устье реки находится в 60 км от устья Пчёвжи по правому берегу, севернее деревни Солоницы. Длина реки составляет 26 км, площадь водосборного бассейна — 122 км².
Притоки:
- Сорокинский (левый, впадает в Солоницу в 2 км от её устья)
- Крутишский (правый, впадает в Солоницу в её среднем течении)

## Данные водного реестра
По данным государственного водного реестра России относится к Балтийскому бассейновому округу, водохозяйственный участок реки — Волхов, речной подбассейн реки — Волхов. Относится к речному бассейну реки Невы (включая бассейны рек Онежского и Ладожского озера).
Код объекта в государственном водном реестре — 01040200612102000019155.